# Hotel Praha (Boží Dar)
Hotel Praha (původní název Hieke) je pozdně klasicistní stavba patrně z poloviny 19. století. Nachází se v Krušných horách v nejvýše položeném městě České republiky Božím Daru v okrese Karlovy Vary. Jde o jeden z prvních hotelů vybudovaných na Krušnohorské magistrále.

## Historie
Hotel se původně jmenoval Hieke.
Od druhé poloviny 19. století se Boží Dar stával centrem turismu a střediskem zimních sportů. Při této příležitosti zde nejen vyrůstaly nové větší hotely, ale i ty starší byly zvětšovány a navyšovány. Typickým prvkem se stalo dřevěné obložení fasád a stavba mansardových polopater ve vysokých sedlových či valbových střechách. Významným příkladem takovéto úpravy se stal i hotel Hieke; jednalo se o úpravy v duchu regionálního tradicionalismu, tzv. Heimatstilu. V roce 1924 prošel hotel Hieke novoromantickou úpravou interiérů, bylo přistavěno druhé patro a v roce 1925 zde byl zřízen společenský sál. Celá fasáda byla obložena dřevěným deštěním, které však bylo při další rekonstrukci odstraněno.
Hotel patřil k nejoblíbenějším již před rokem 1945. Velké zásluhy na propagaci turismu Božího Daru, a tím i rozkvětu místních hotelů, měly Spolek pro cizinecký ruch na Božím Daru a v oblasti Klínovec (Fremdenverkehrverein für Gottesgab und das Keilberggebiet) založený roku 1930 a Hornokrušnohorský spolek zimních sportů (Obererzgebirger Wintersportverein).
Obec koupila hotel v roce 2005 za 67 milionů korun od soukromých vlastníků. Poté, co se špatným hospodařením propadl do ztráty, prodala po čtyřech letech hotel novém soukromému majiteli. K roku 2009 byl jediným hotelem ve městě, jenž disponoval kongresovým sálem a bazénem.
Budova byla roce 2002 Ministerstvem kultury prohlášena kulturní památkou. Památkově je chráněna od 15. května 2002.

## Popis
Hotel má obdélný půdorys a novější přístavky. Původně byl jednopatrový, zastřešený sedlovou střechou s velkým vikýřem. Na místě vikýřů bylo později přistavěno mansardové patro. Střecha je sedlová s menšími valbovými vikýřky, kryta eternitovým povrchem. Krov je původní, hambalkový. Obvodové zdivo je z lomového kamene, částečně u vstupů cihlové. Průčelí do ulice má osm okenních os. Okna jsou obdélná. Fasáda objektu je v horní části obložena dřevěným bedněním. Jídelna má masivní kazetový strop.

## Galerie

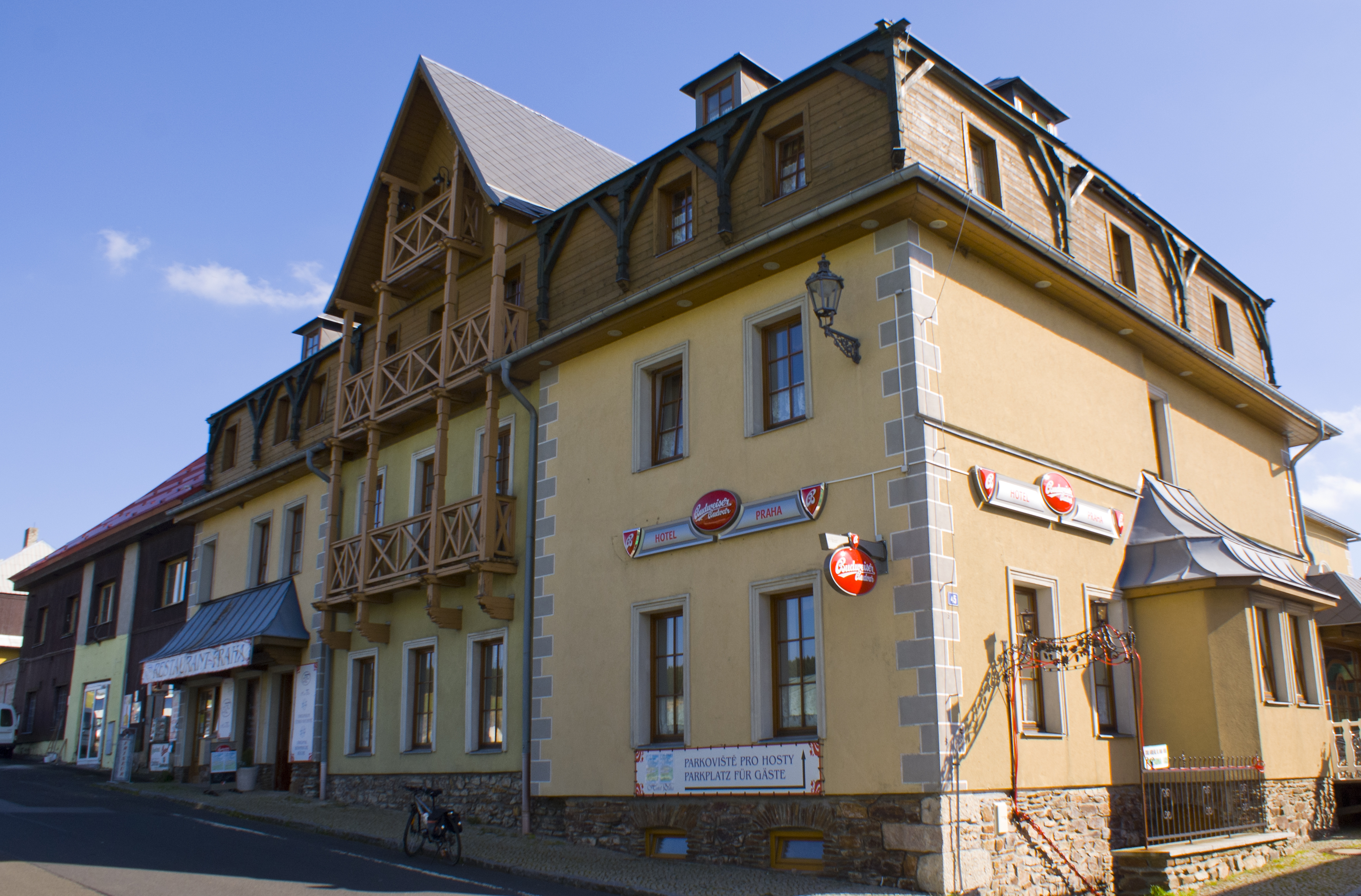
Hotel Praha, 09/2012
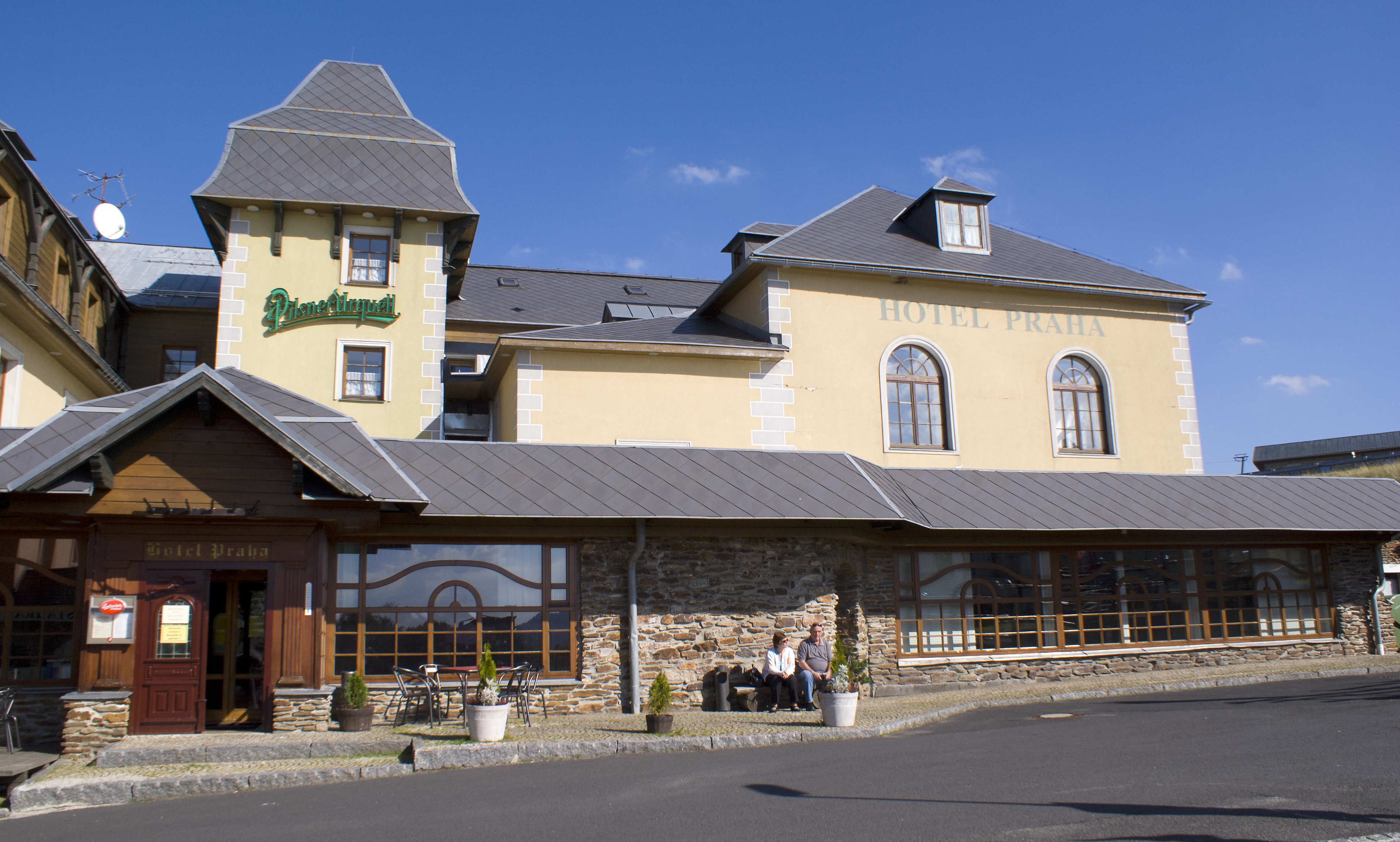
Pohled od hotelu sv. Anna, 09/2012
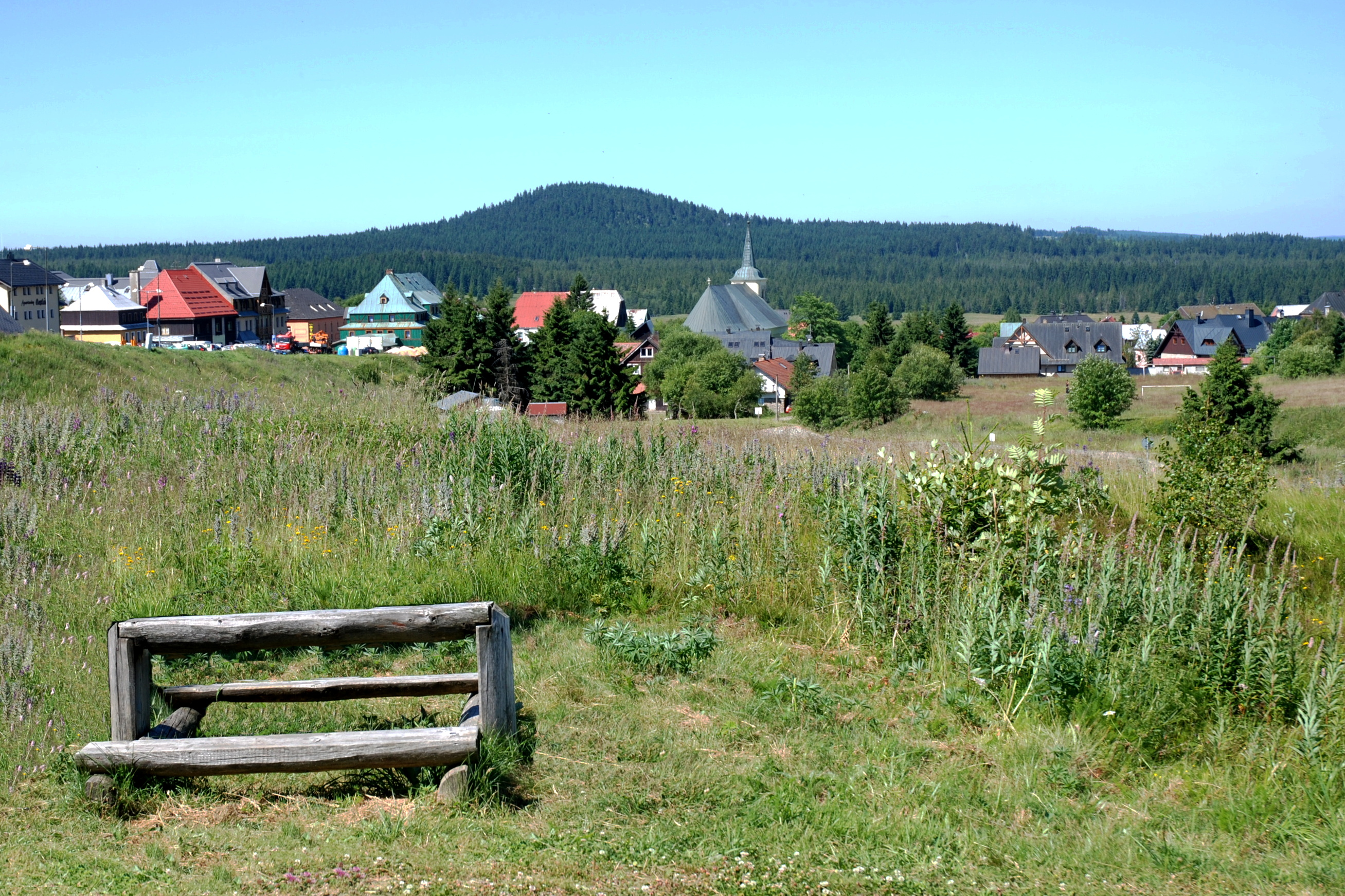
Boží Dar, panorama, 07/2013
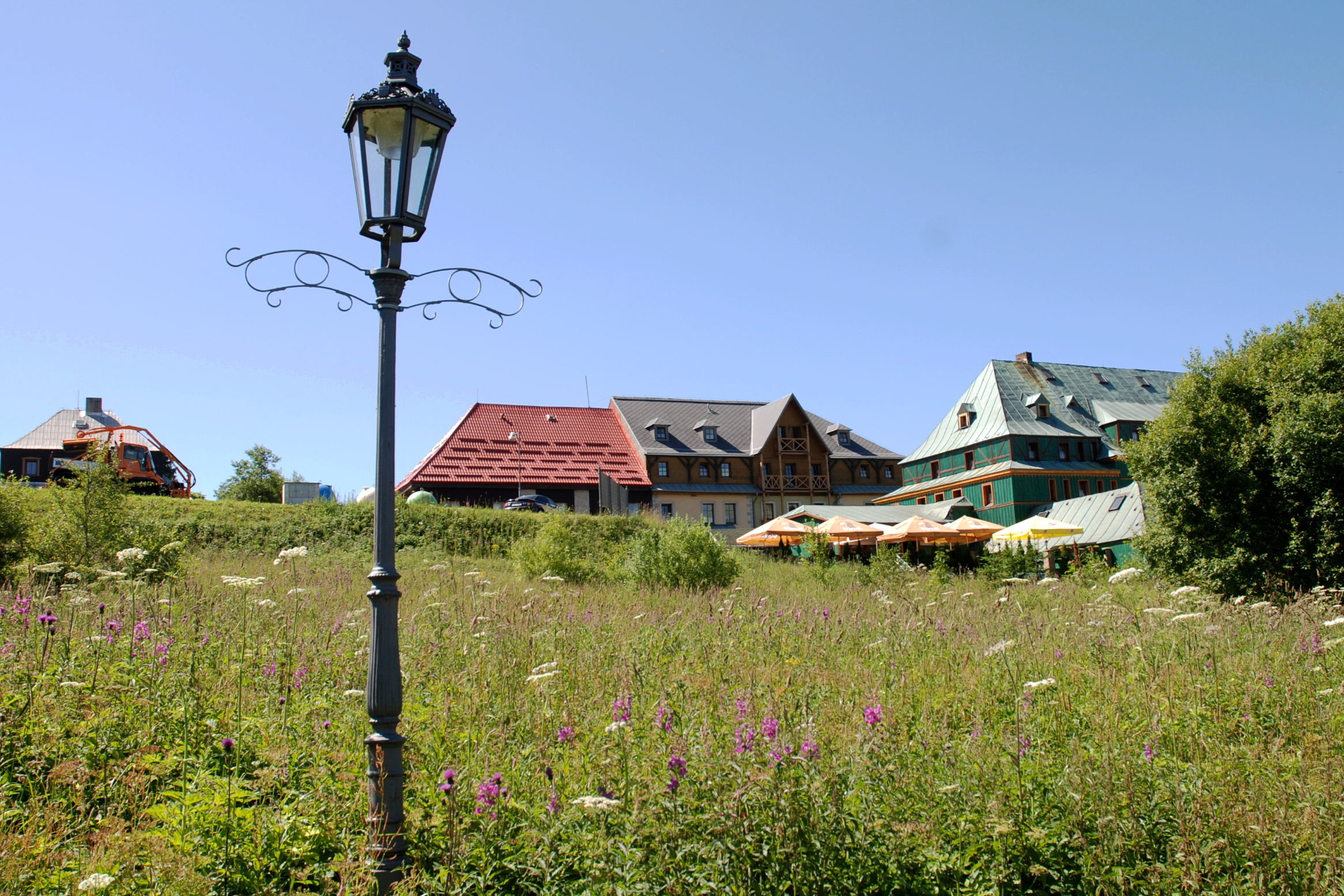
Hotely Praha a Zelený dům, 07/2013
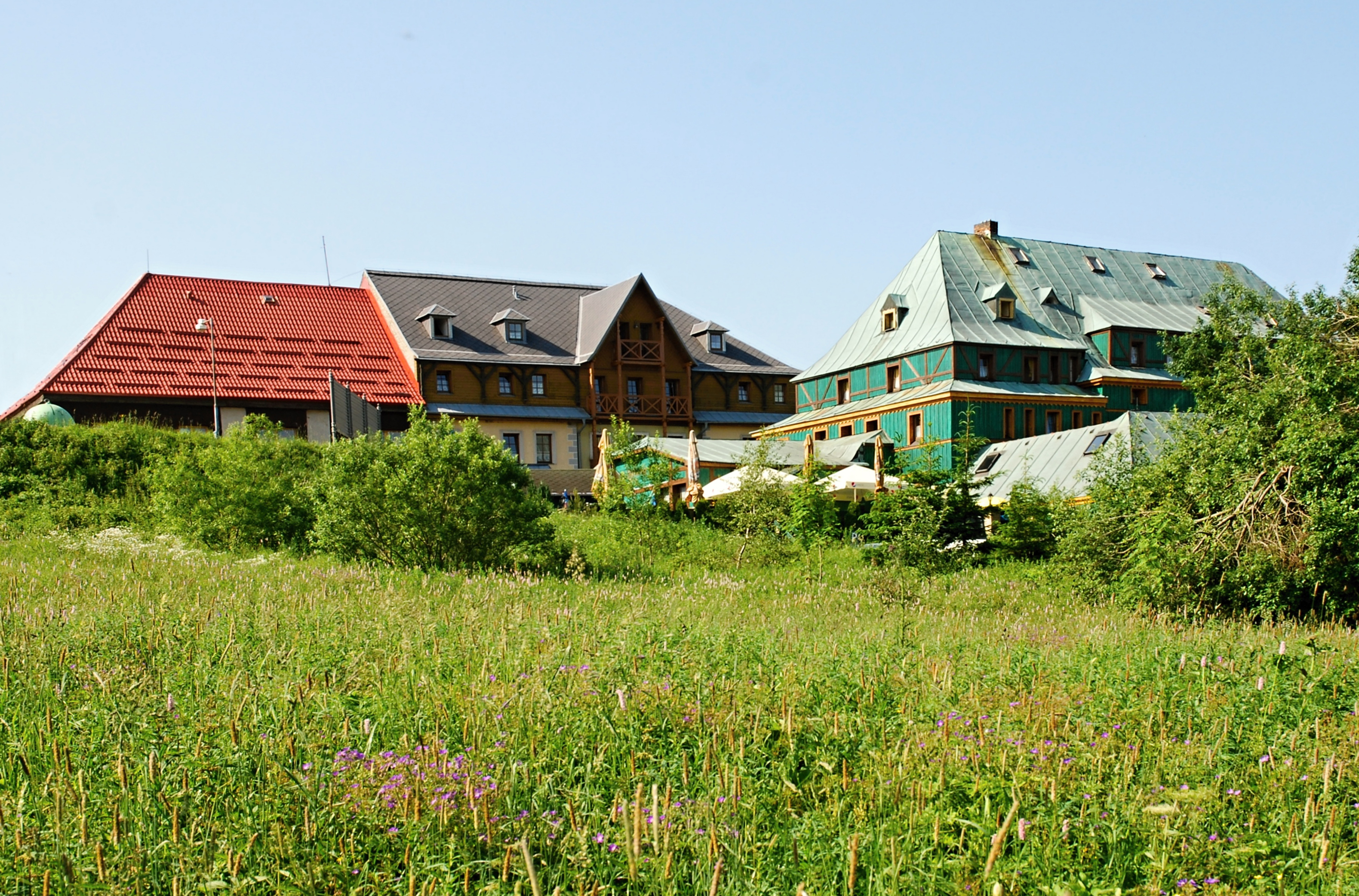
Hotely Praha a Zelený dům, 07/2015
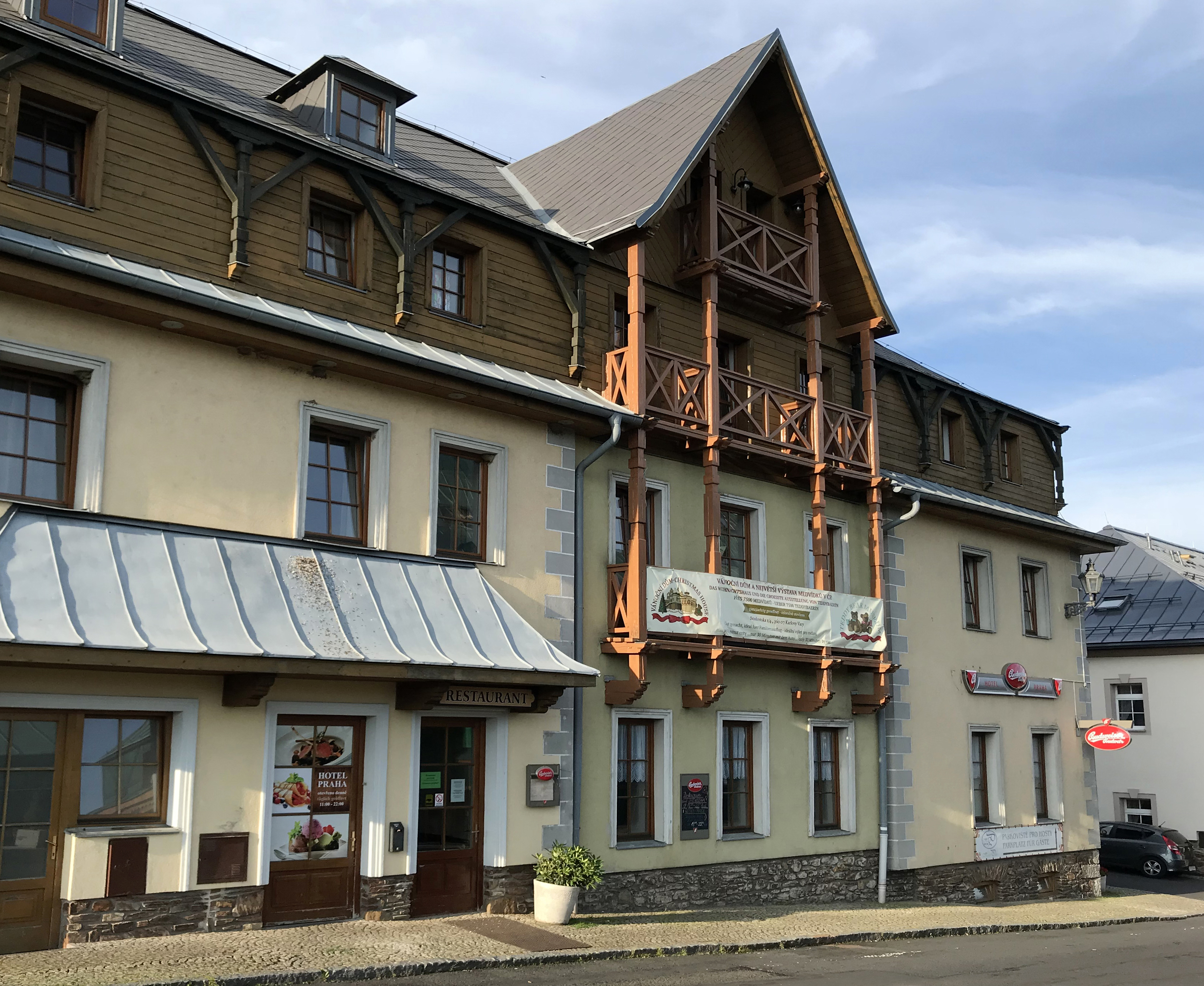
Hotel Praha, 07/2018
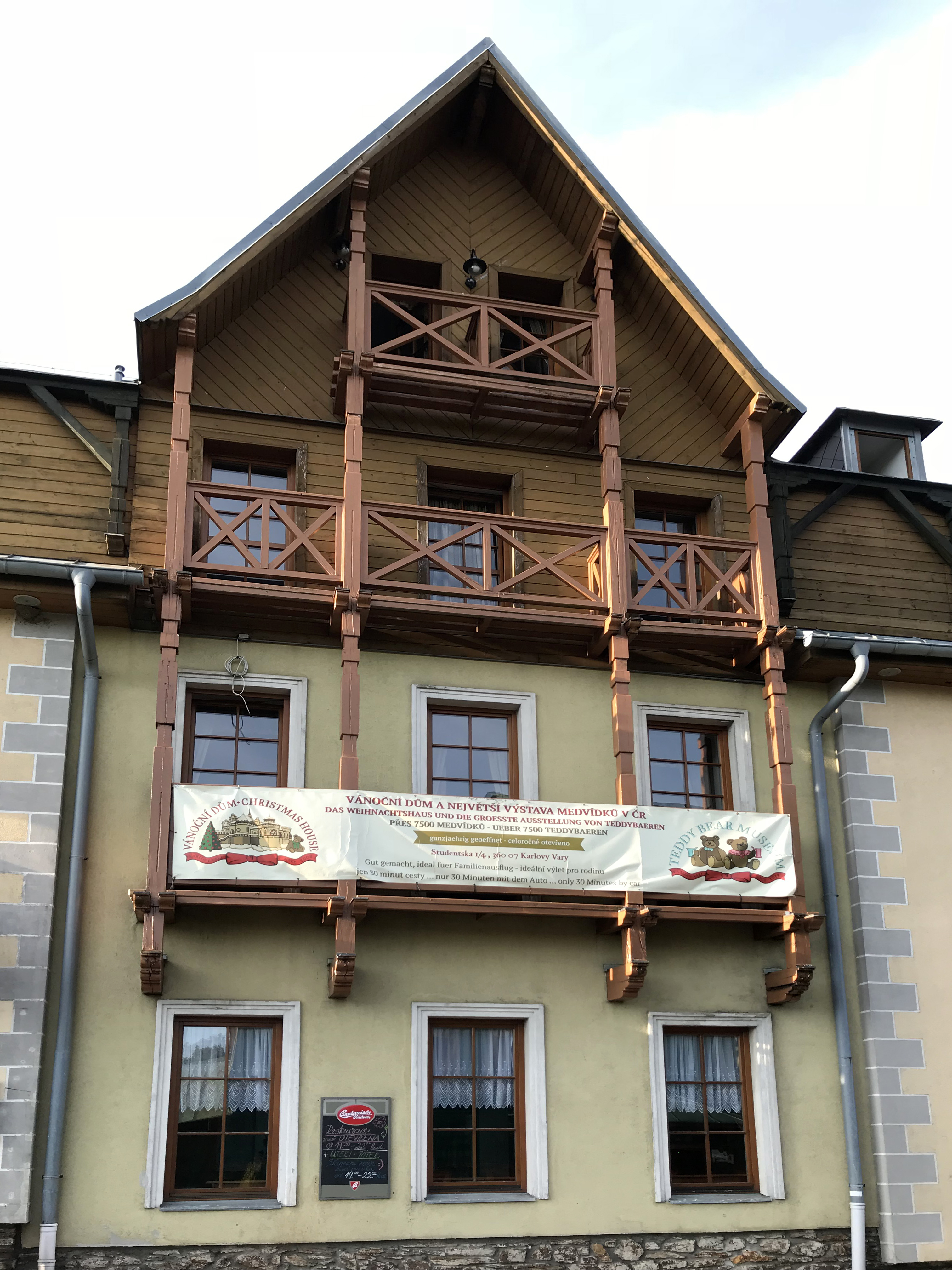
Průčelí hotelu Praha, 07/2018
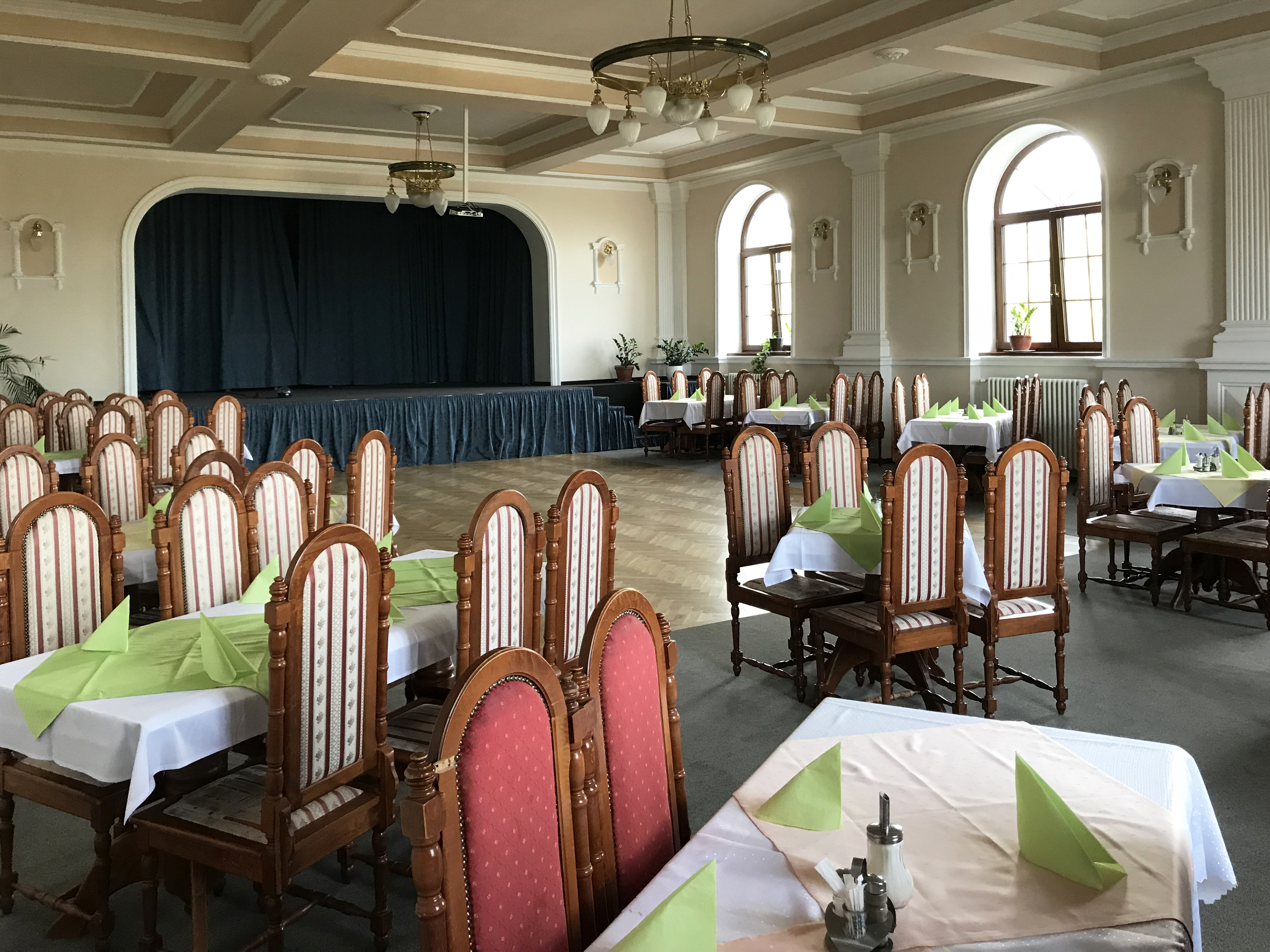
Společenský sál hotelu Praha, 07/2018
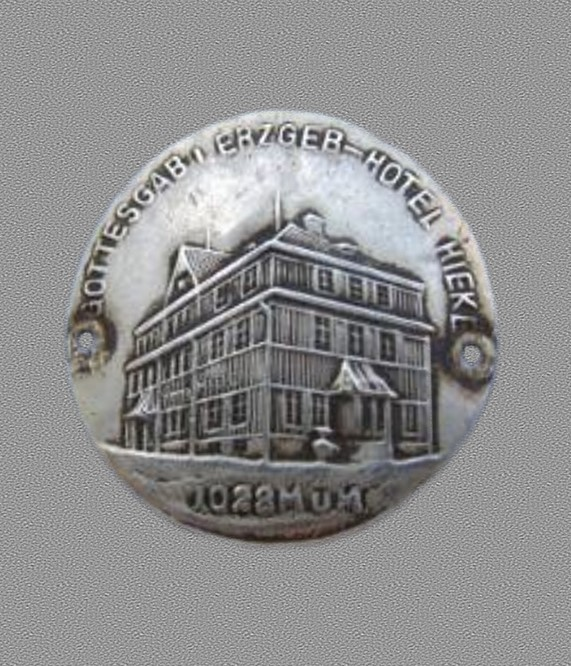
Turistický štítek hotelu Hieke (dnes hotel Praha), pravděpodobně počátek 20. století